# DVM2型柴油机车
DVM2型柴油机车（匈牙利語：Ganz-MÁVAG DVM2）是由匈牙利冈茨-马瓦格机车车辆工厂（Ganz-MÁVAG）设计制造的600马力电力传动柴油机车，也是匈牙利铁路史上最成功的柴油机车车型。该型机车除了在匈牙利得到广泛应用，还被大量出口到波兰、保加利亚、南斯拉夫、捷克斯洛伐克、中国、阿尔巴尼亚、土耳其等地，总产量超过900台。

## 发展历史
1949年，匈牙利冶金工业部根据匈牙利国家铁路现代化的需要，以及根据机车车辆制造企业的生产情况，建议研制生产三种不同功率等级的柴油机车，包括130马力的机械传动轻型机车、600马力的电力传动中型机车、以及2125马力的电力传动重型机车。为此，匈牙利货车和机械制造厂制造了130马力的匈牙利国铁M28型柴油机车，而600马力的电传动柴油机车则由冈茨公司和马瓦格机车厂合作研制。1955年，600马力的DVM2型柴油机车在马瓦格机车厂面世，首两台原型车M424.5001、M424.5002号机车（工厂型号为DVM2-1）交付匈牙利国家铁路进行试验。 1957年，根据原型车的试验和运用经验，DVM2型柴油机车正式定型并投入批量生产。该型机车在匈牙利铁路系统内，国家铁路将其被编为M44型柴油机车，而在工业企业则称之为A25型柴油机车。出口车型包括波兰铁路SM40型柴油机车、保加利亚铁路51型柴油机车、捷克斯洛伐克国铁T 455.0型柴油机车、南斯拉夫铁路641型柴油机车、中国铁路ND1型柴油机车等。

## 技术特点
DVM2型柴油机车是直流电力传动的四轴柴油机车，既可以用于编组站的调车作业，也可以担当干线小运转牵引任务。机车采用单司机室、外走廊式布置的全钢电焊结构罩式车体，车体从前端至后端分为冷却室、机械室和司机室三个部分。动力室内安装了一套柴油发电机组，柴油机曲轴自由端与牵引发电机相连，曲轴的飞轮端经万向轴和齿轮箱与辅助发电机和励磁机相连。冷却室内装有冷却系统以及空气压缩机等辅助设备，冷却系统由散热器组和冷却风扇组成，薄片状散热器安装在冷却室两侧的通风百叶窗内。主车架下方有两台可互换使用的转向架，之间悬挂着一个可载1000公斤柴油的燃油箱。机车装用一台四冲程、V型结构、16气缸、无增压、预燃室式、顶置凸轮轴的XVI Jv 170/240型柴油机，气缸内径为170毫米，活塞行程为240毫米，装车功率为600马力（442千瓦），标定转速为每分钟1100转，单位燃油消耗率为175克/有效马力·小时。
传动系统使用直—直流电传动装置，柴油机直接驱动一台直流牵引发电机，并将发出的直流电供给四台直流牵引电动机。DVM2型柴油机车使用冈茨EBSc 41/200型直流发电机，主磁极设有自励、他励、起动、差励、补偿绕组，冷却方式为自带风扇强迫通风，额定功率为370千瓦，额定电流为1400安培，额定电压为265伏特。牵引发电机在柴油机启动时亦作为起动电动机使用，起动时由48伏蓄电池供电。每个转向架装有两台冈茨TC 32.44a/14K型串励直流牵引电动机，四台牵引电动机采用“两串两并”方式连接（即每两台牵引电动机分为一组串联连接，两组牵引电动机并联连接），牵引电动机的额定功率为79千瓦，额定电流为815安培，额定电压为282伏特，并且可使用一级磁场削弱以扩大机车恒功速度范围。
机车走行部为两台二轴转向架，转向架构架采用“日”字形的钢板焊接结构，车轴轴箱采用导框式定位结构。车体重量的垂直载荷通过构架侧梁上的四个旁承支承，并通过两个并列的螺旋弹簧
传递到构架侧梁内侧的均衡梁。牵引力和制动力通过中心支承装置和均衡梁传递到车体。牵引电动机采用滑动抱轴承半悬挂驱动方式，牵引电动机的一侧悬挂在转向架横梁托架上，而另一侧通过抱轴瓦悬挂在车轴上。机车采用带辅助制动阀的克诺尔空气制动机，基础制动装置采用单侧闸瓦制动，每台转向架设有两个制动缸和四块闸瓦。

## 参看
- ND1型柴油机车
- 冈茨-詹德拉西克柴油机